# 宮沢遺跡
宮沢遺跡（みやざわいせき）は、宮城県大崎市の古川宮沢・古川長岡・古川川熊の各地区にまたがる古代の遺跡。奈良時代もしくは平安時代に用いられた官衙もしくは城柵の跡とされている。1976年（昭和51年）7月13日に国の史跡に指定されている。

## 概要
1974年（昭和49年）の東北自動車道建設工事の際に存在が確認され、同年から3年間かけて宮城県教育委員会などが発掘調査を行った。
大崎平野の北縁にある長岡丘陵と呼ばれる丘陵地帯にあり、その規模は東西1400メートル・南北850メートルにも及ぶ。周囲は築地・土塁・溝などで囲まれており、その内側には掘立柱建物や竪穴建物跡などが確認されている他、土師器・須恵器や鉄鏃を含む鉄製の道具、砥石などが出土している。
この遺跡の性格については、その規模の大きさと外縁部の施設より古代の玉造柵とする説があるが、同柵を名生館官衙遺跡に充てる説もあり確定には至っていない。異説として長岡郡衙説や覚鱉城説もある。